# Izbica
Izbica (jiddisch איזשביצע, Ischbitze) ist eine Stadt im Powiat Krasnostawski in der Woiwodschaft Lublin in Polen. Es ist Sitz der gleichnamigen Stadt-und-Land-Gemeinde.

## Geografie
Izbica liegt zwischen Zamość und Krasnystaw, etwa 55 km südöstlich von Lublin. Der Fluss Wieprz fließt westlich des Ortes.

## Geschichte

### Frühgeschichte
Der Grabhügel der Strzyżów-Kultur datiert in die Bronzezeit.

### Bis 1939
Der Ort wurde 1419 urkundlich erstmals erwähnt. Nach dem Januaraufstand 1863 gegen die Unterdrückung durch die russische Herrschaft verlor Izbica seine Stadtrechte und wurde der Gemeinde Tarnogóra zugeordnet.
1921 betrug die Einwohnerzahl etwa 3000 und stieg bis zum Jahr 1939, dem Beginn der deutschen Besatzung, auf 6000. Mit einem Anteil von über 90 Prozent an der Gesamtbevölkerung waren die örtlichen Juden prägend für das Schtetl Izbica.

### 1939 bis 1945

#### Das Ghetto
Ab März 1942, während des Zweiten Weltkriegs, wurde Izbica zu einem deutschen Konzentrationslager, das für wenige Monate als Durchgangslager (Ghetto Izbica) bei Judendeportationen von Łódź nach Bełżec, Sobibór und Treblinka diente. Auch etwa 8000 deutsche Juden aus Bad Cannstatt, Franken, Aachen, Koblenz, Frankfurt am Main, Wiesbaden, Düsseldorf, Essen, Duisburg und dem Rheinland sowie aus Wien waren 1942 in dieses Ghetto deportiert worden. Hinzu kamen 2600 tschechische Juden aus Theresienstadt und etwa 2000 slowakische Juden.
Zeitweise waren über 19.000 Menschen in diesem Ort eingepfercht, der vor dem Krieg nur 4.500 Einwohner hatte. Es gab nur Holzhäuser, ohne fließend Wasser und ohne Kanalisation, meist ohne Strom.
Nur wenige dieser Deportierten konnten im Ghetto, das durch einen Holzzaun abgetrennt war, Werkstätten einrichten. Die meisten blieben ohne feste Arbeit. 400 junge Männer wurden im nahe gelegenen Arbeitslager Augustówka bei der Flussregulierung eingesetzt. Wer nicht durch Erwerbsarbeit, durch Tauschhandel von mitgebrachter Kleidung oder Lebensmittelpakete aus dem Reich – dies war bis zum 15. Mai 1942 erlaubt – selbst für seine Ernährung sorgen konnte, war auf die Suppe der Volksküche angewiesen:

„… an vollkommener Erschöpfung, genauer gesagt, an Hunger, starben hier täglich zwanzig bis dreißig Menschen, die zu vollkommenen Skeletten abgemagert waren. Wir bekamen aus der Gemeinschaftsküche zum Frühstück ein bitteres, schwarzes Getränk […], zum Mittagessen eine immer gleichbleibende, grau, gesalzene, sonst geschmacklose 'Suppe' mit einigen wenigen Graupen darin … und einem oder zwei Stückchen Kartoffeln oder Rüben … das Ganze war ohne eine Spur von Fett … Brot fünf Dekagramm pro Tag“

Die Berichte der überlebenden polnischen und deutschen Ghettobewohner zeigen: Das gemeinsame Verfolgungsschicksal der polnischen und deutschen Juden trug nicht zu einer Solidarisierung bei, sondern verstärkte Vorurteile, Misstrauen und Neid. Das Auftreten der deutschen Juden wurde oft als diskriminierend, arrogant und anmaßend empfunden; die deutschsprachigen Juden im Judenrat und in der jüdischen Polizei wurden verdächtigt, vorrangig polnische Juden auf die Deportationslisten in die Vernichtungslager zu setzen. Die vergleichsweise wohlhabenden deutschen Juden trafen auf vielköpfige orthodoxe jüdische Familien, die in ärmlichen Verhältnissen ohne fließend Wasser, Elektrizität und Toiletten wohnten.
In der Zeit vom 13. März 1942 bis Anfang Juni 1942 wurden mindestens 14.446 Juden aus der Slowakei, dem Protektorat Böhmen und Mähren, Luxemburg und dem Deutschen Reich nach Izbica deportiert.

#### Deportationen in die Vernichtungslager
Die sogenannten „Aktionen“ begannen am 24. März 1942. Als „Aktion“ wurden von den jüdischen Bewohnern die Deportationen bezeichnet. Sie verliefen in ähnlicher Form: Der Judenrat wurde in Kenntnis gesetzt, dass er eine bestimmte Anzahl von Personen für den Abtransport bereitzustellen hatte. Die dem Rat genannte Begründung war der Arbeitseinsatz in der Ukraine. Am nächsten Tag besetzten Polizisten strategische Punkte in der Ortschaft. Die Personen kamen am nächsten Tag entweder freiwillig zum Marktplatz oder wurden von Trawniki-Männern und Polizeieinheiten dorthin getrieben. Dann wurden die Menschen unter dem Einsatz von Schlägen und Schüssen zur Rampe bei der Bahnstation getrieben. Wenn der Zug eingefahren war, wurden so viele Menschen wie möglich in Güterwaggons gepfercht. Während dieses Ablaufs wurden die Menschen beraubt und gedemütigt. Auch die polnische Bevölkerung war daran beteiligt. Die Deportationen selbst wurden von der Sicherheitspolizei und der deutschen Zivilverwaltung organisiert.
Während der ersten „Aktion“ am 24. März 1942 wurde mit circa 2200 Juden etwa ein Drittel der jüdischen Bevölkerung ins Vernichtungslager Bełzec verschleppt.
In der zweiten „Aktion“ am 8. April 1942 sollten 1000 Juden deportiert werden. Es erschien jedoch nur ein Viertel der geforderten Anzahl von Personen am Marktplatz. Die Juden leisteten teilweise Widerstand und 60 Menschen wurden direkt im Ort umgebracht.
Während der dritten Deportation vom 12. bis 15. Mai 1942 mussten ca. 400 Juden aus Izbica in die Kreisstadt Krasnystaw marschieren. Von Krasnystaw wurden sie zusammen mit anderen Juden ins Vernichtungslager Sobibor deportiert und dort ermordet. Diese Deportation richtete sich vor allem gegen nicht arbeitsfähige Juden.
Die vierte „Aktion“ fand am 8. Juni 1942 statt und betraf ebenfalls vor allem nicht arbeitsfähige Juden, vor allem Alte und Kinder.
Ende Oktober 1942 wurde das Ghetto in zwei großen „Aktionen“ aufgelöst. Die erste Deportation wurde von Überlebenden der „schwarze Tag von Izbica“ genannt und fand am 18. und 19. Oktober statt. In zwei Züge wurden jeweils ca. 2500 Menschen eingesperrt und in die Vernichtungslager Bełzec und Sobibor deportiert. Die Verladung erfolgte mit derartiger Brutalität, dass mehrere hundert Juden dabei erschossen wurden.
Am 2. November fand die letzte „Aktion“ statt. Am Vorabend wurden die Mitglieder des Judenrates ermordet. Die Züge gingen diesmal nach Sobibor, Bełzec und ins Konzentrationslager Majdanek.
Die zurückgebliebenen Juden ließ man diesmal nicht nach Hause gehen, sondern trieb die 1000–2000 Menschen in das ehemalige Kino des Ortes. Dort wurden sie mehrere Tage unter grausamen Bedingungen gefangen gehalten, bevor man sie durch Massenerschießungen auf dem jüdischen Friedhof ermordete.
Nach der Ermordung der Juden Izbicas, die fast die gesamte Bevölkerung ausgemacht hatten, war der Ort nach dem Zweiten Weltkrieg entvölkert – die Vorkriegseinwohnerzahlen erreichte Izbica nie mehr. Die wenigen Überlebenden, zum Beispiel Thomas Blatt, der seine gesamte Familie verloren hatte, flohen aus dem Land.

### Seit 1945
Von 1975 bis 1998 gehörte das Dorf zur Woiwodschaft Zamość. Zum 1. Januar 2022 erhielt Izbica sein Stadtrecht wieder.

## Gemeinde
Die Stadt-und-Land-Gemeinde (gmina miejsko-wiejska) Izbica hat eine Flächenausdehnung von 138,66 km². 75 % des Gemeindegebiets werden landwirtschaftlich genutzt, 18 % sind mit Wald bedeckt.

## Partnerschaften
Izbica pflegt seit dem 24. August 2008 eine Gemeindepartnerschaft mit Winterlingen in Baden-Württemberg.
Im Jahre 2022 wurde Izbica mit kostenlosen Feldbetten und Decken aus Winterlingen ausgerüstet.

## Wirtschaft und Verkehr

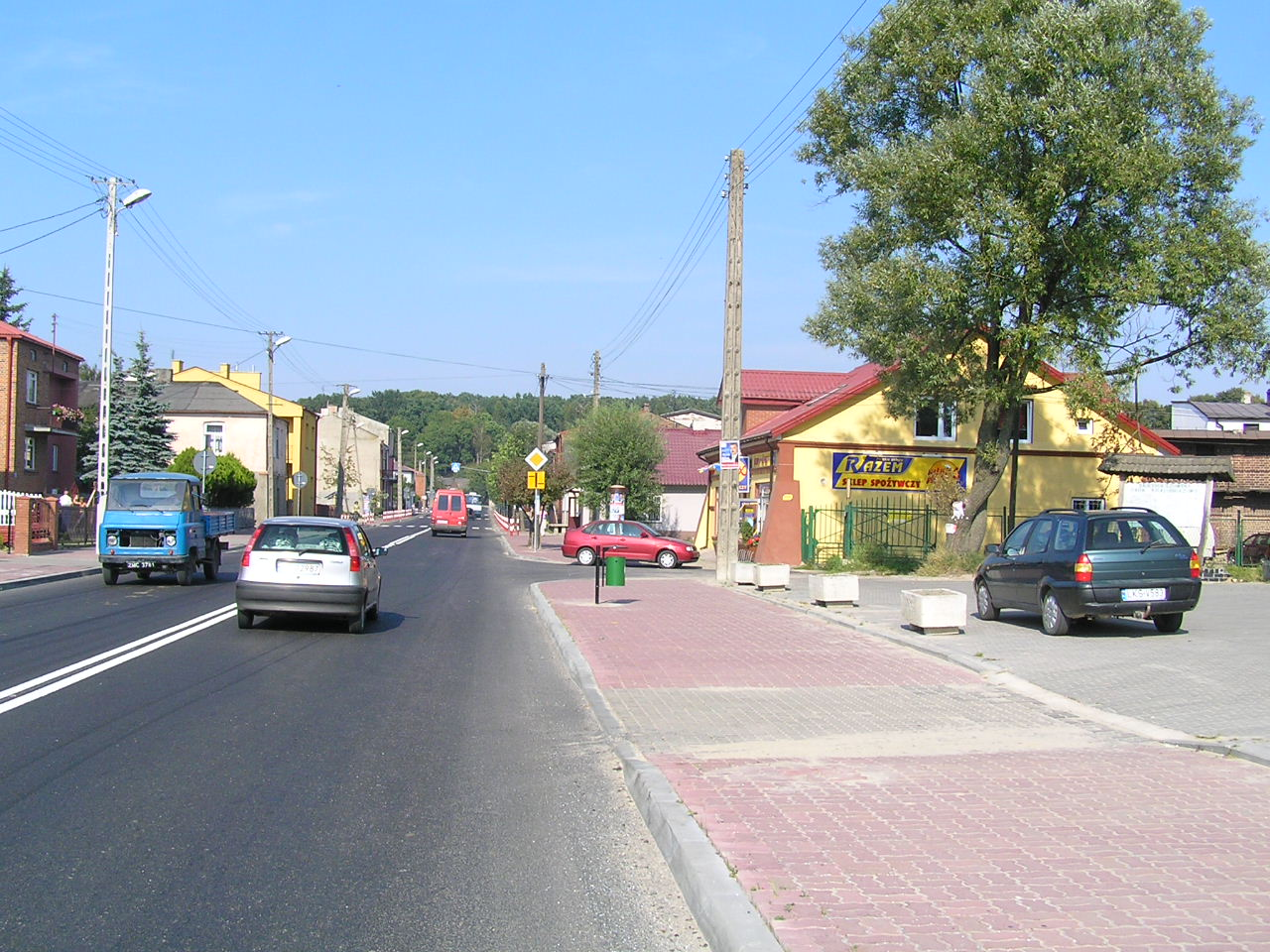
Ortsdurchfahrt von Izbica

Durch Izbica verläuft die Droga krajowa 17, die Landesstraße 17. Sie ist bis zur Fertigstellung der S17 Teil der Europastraße 372. Die Droga krajowa 17 verläuft von Warschau bis zur polnisch-ukrainischen Grenze.

## Persönlichkeiten
- Mordechai Josef Leiner (1802–1854), Rabbiner, chassidischer Gelehrter und Gründer der Izhbitza-Radzyn-Dynastie des Chassidismus
- Thomas Blatt (1927–2015), Buchautor und Überlebender des Aufstandes im Vernichtungslager Sobibór. Er wurde im Haus Ul. Stukowa Nr. 13 geboren.[12]
- Philip Bialowitz (1929–2016), Juwelier und Überlebender des Aufstandes im Vernichtungslager Sobibór.
- Selma Burkart (1885–1942), letztes Lebenszeichen aus Izbica, Opfer des Holocaust,[13] Recherchen zu ihrem Tod begründen eine Partnerschaft[14]

## Medien

### Dokumentarfilme
- Die Verwandlung des guten Nachbarn. (Thomas Blatt besucht Izbica und Sobibor), Regie: Peter Nestler, 85 Minuten, Deutschland 2002.
- Izbica – Drehkreuz des Todes. (auch über die vermauerten Grabsteine), Regie: Wolfgang Schoen, Frank Gutermuth, Deutschland 2006.